# Приклонський Віктор Васильович

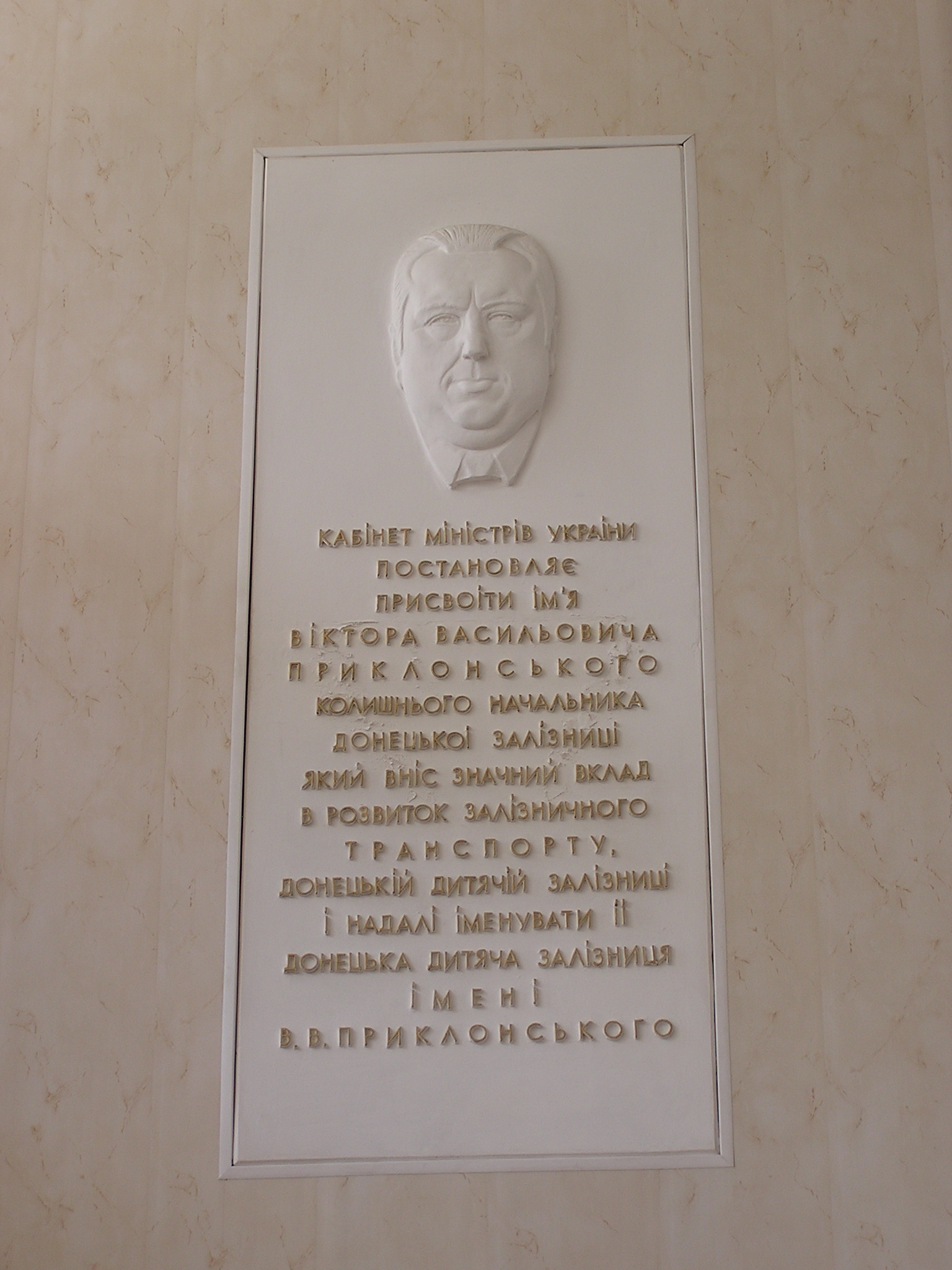
Меморіальна дошка в Донецьку на честь Віктора Приклонського

Віктор Васильович Приклонський (21 лютого 1924, місто Ізюм Харківської губернії, тепер Харківської області — 6 квітня 1981, Українська РСР, СРСР) — український радянський транспортник. Начальник Донецької залізниці (1968—1981). Член ЦК КПУ в 1971—1976 роках. Кандидат у члени ЦК КПУ в лютому — квітні 1981 року. Депутат Верховної Ради УРСР 10-го скликання (1980—1981).

## Життєпис
Трудову діяльність розпочав у 1941 році учнем токаря паровозного депо Рузаївки Мордовської АРСР. З 1942 року — бухгалтер, рахівник паровозного депо в місті Новосибірську, РРФСР.
У 1942—1943 роках — в Червоній армії.
З 1944 року — старший технік, черговий на залізниці.
Член ВКП(б) з 1946 року.
У 1949 році закінчив Харківський інститут інженерів залізничного транспорту.
З 1950 року працював на Північно-Донецькій залізниці — черговим, диспетчером поїзда, заступником начальника відділу руху, помічником начальника політвідділу по комсомольській роботі, начальником відділу експлуатації Дебальцевського відділення, начальником служби руху Донецької залізниці. У 1961—1963 роках — начальник Ясинуватського відділення Донецької залізниці.
У 1963—1967 роках — 1-й заступник начальника Середньоазіатської залізниці.
У 1967—1968 роках — 1-й заступник начальника Донецької залізниці.
У 1968 — 6 квітня 1981 року — начальник Донецької залізниці.
Через негаразди в сім'ї і на роботі 6 квітня 1981 року покінчив життя самогубством.

## Нагороди
- орден Леніна
- орден Трудового Червоного Прапора
- шість медалей
- Заслужений працівник транспорту Української РСР
- Заслужений інженер Узбецької РСР

## Вшанування
На його честь названа дитяча мала Донецька залізниця імені В. В. Приклонського в Донецьку та станція Просяна Донецької залізниці. 2009 посів 3 місце в рейтингу «Видатні залізничники України», за версією читачів газети «Магістраль».